# Путилково
Пути́лково — посёлок городского типа в Московской области России. Входит в городской округ Красногорск. 
Расположен между рекой Сходней и МКАД (70-74 км), непосредственно примыкая к Москве с северо-запада. Через населённый пункт проходит Путилковское шоссе.
Население — 27 081 человек (2021 год), по данному показателю входит в число крупнейших населённых пунктов России, не имеющих статуса города.

## История

### Древнее село Путилково на Сходне
Благодаря древнему торговому пути по речке Сходне это село исторически получило название Путилково. Первое письменное упоминание его встречается только в 1576 году при описании границ Спас-Тушинской монастырской вотчины. Оно связано было с тем, что на речке Сходне оказалась мельница, половина которой принадлежала монастырю, «а другая половина её за боярином Д. И. Годуновым к его селу Путилкову».

### Смутное время Путилкова
К 1584 году, при жизни прежнего владельца, Путилково оказалось в дворцовом ведомстве. В Смутное время оно было разорено и затем уже как сельцо Путилково пожаловано в поместье дворцовому дьяку И. А. Болотникову. К 1646 году сельцо, в котором числилось «10 дворов крестьян, а людей в них 39 человек, да 4 двора бобыльских, людей 7 человек», перешло в вотчину к князю П. И. Волынскому, царскому казначею, а в дальнейшем досталось Чудову монастырю и вошло в его Уваровскую вотчину. В XVIII в. количество населения и положение крестьян мало изменилось. После французского нашествия особенно тяжелые лишения выпали на разоренные селения во время голодной зимы 1813 года, когда в Путилкове умерли 13 жителей.

### Дореволюционная статистика
Население Путилкова с начала XIX века до 1877 года увеличилось до 323 жителей. На 50 дворов приходилось 50 лошадей, 60 голов крупного рогатого и 50 мелкого рогатого скота. Однако за средними цифрами скрывалось расслоение крестьянских хозяйств на бедные и богатые: в 17 дворах крестьяне частично или полностью не обрабатывали земельные наделы, 25 жителей уходили на заработки, не считая того, что в каждом доме распространялись домашние ремесла, в которых принимали участие все члены семьи. Земля принадлежала крестьянской общине и распределялась один раз в 15- 20 лет между семьями по количеству «душ мужеска пола», независимо от общего количества едоков.
В 1912 году количество дворов в селе увеличилось до 80.

### Революция 1917 года
В 1917 году влияние рабочих сказалось и на настроениях крестьян. В августе на выборах в Московское уездное земство в Путилкове за большевиков было подано 95 голосов и только 37 за блок меньшевиков и эсеров. В 1929 году методом народной стройки была создана в Путилкове школа второй ступени, получившая название Ульяновской. За два года до Великой Отечественной войны она была преобразована в среднюю и весной 1941 года впервые выпустила учеников из девятого класса.

### Великая Отечественная война
О тяжёлых военных испытаниях рассказывают материалы школьного музея боевой славы и установленный в Путилкове памятник с именами воинов-земляков, погибших на фронтах Великой Отечественной войны.

### Послевоенная эпоха деревни Путилково
В 1950-х годах на основе объединения нескольких колхозов был организован совхоз. Через несколько лет он был преобразован в Красногорскую птицефабрику, производственные корпуса которой разместились рядом с деревней Путилково.

### Конец XX — XXI век
В 1994—2005 годах Путилково было центром Путилковского сельского округа Красногорского района, а с 2005 до 2017 года входило в состав Отрадненского сельского поселения Красногорского муниципального района. 

#### Путилково сегодня
Путилково представляет собой плотно застроенный многоэтажками населенный пункт. В посёлке отсутствует пожарное депо и база скорой помощи, за исключением амбулатории от Красногорский городской больницы № 2. Недавно запущено в эксплуатацию отделение полиции, расположенное рядом с гипермаркетом «ОКей». Путилковское шоссе, разделяющее населённый пункт на две части, в начале 2021 года было реконструировано. До реконструкции шоссе имело две полосы, после реконструкции четыре полосы. Направления движения разделены между собой преградами. Также сделаны тротуары, которые для безопасности ограждены от дороги забором. В перспективе планируется сделать транспортную развязку с «Куркинского» моста, что значительно облегчит заезд и выезд для жителей. Есть несколько платных парковок, в том числе и в БЦ «Гринвуд». Подземные парковки имеют только дома расположенные по ул. Новотушинской. Участковый пункт полиции расположен по адресу ул. Сходненская, д. 23. Плотная жилая застройка началась с начала строительства бизнес-центров «Гринвуд» и Мосмарт. Ближайший аэропорт — Аэропорт Шереметьево имени А. С. Пушкина. Ближайшие станции метро м. Планерная и м. Сходненская.
12 сентября 2024 года Глава городского округа Красногорск выступил с инициативой об изменении категории сельского населенного пункта – деревни Путилково, административно подчиненной городу Красногорск Московской области, на городской населенный пункт – поселок городского типа Путилково. Позднее инициативна была поддержана Советом депутатов городского округа Красногорск.
В 2024 году деревня преобразована в посёлок городского типа.

## Население
| 2002 | 2006  | 2010  | 2021    |
| ---- | ----- | ----- | ------- |
| 1650 | →1650 | ↗2464 | ↗27 081 |